# Bernhard Grobmeyer
Bernhard Heinrich Grobmeyer (* 17. Januar 1840 in Emstek; † 19. Januar 1922 in Vechta) war ein deutscher römisch-katholischer Priester. Er amtierte von 1890 bis zu seinem Tod als Bischöflich Münsterscher Offizial in Vechta.
Bernhard Grobmeyer wurde nach dem Abitur 1861 in Vechta und einem Theologiestudium in Münster 1867 zum Priester geweiht. Seine Laufbahn führte ihn anschließend nach einer Stelle als Kooperator in Oythe (bis 1869), einem Vikariat in seiner Geburtsstadt (bis 1872) und einer Zeit als Kaplan in Vechta (bis 1879) auf eine Pfarrstelle in Cloppenburg, die er bis 1890 innehatte. Anschließend wurde er Offizial in Vechta und Ehrendomkapitular in Münster.